# Лейтонвілл (Каліфорнія)
Лейтонвілл (англ. Laytonville) — переписна місцевість (CDP) в США, в окрузі Мендосіно штату Каліфорнія. Населення — 1152 особи (2020).

## Географія
Лейтонвілл розташований за координатами 39°39′44″ пн. ш. 123°29′43″ зх. д. / 39.66222° пн. ш. 123.49528° зх. д. (39.662178, -123.495217).  За даними Бюро перепису населення США в 2010 році переписна місцевість мала площу 14,07 км², з яких 13,90 км² — суходіл та 0,17 км² — водойми.

## Демографія
Згідно з переписом 2010 року, у переписній місцевості мешкало 1227 осіб у 493 домогосподарствах у складі 296 родин. Густота населення становила 87 осіб/км².  Було 562 помешкання (40/км²).
Расовий склад населення:
| - 68,4 % — білих - 19,9 % — корінних американців - 1,3 % — чорних або афроамериканців - 0,8 % — азіатів - 0,1 % — вихідців з тихоокеанських островів - 4,9 % — осіб інших рас |

До двох чи більше рас належало 4,6 %. Частка іспаномовних становила 11,5 % від усіх жителів.
За віковим діапазоном населення розподілялося таким чином: 22,1 % — особи молодші 18 років, 65,7 % — особи у віці 18—64 років, 12,2 % — особи у віці 65 років та старші. Медіана віку мешканця становила 40,0 року. На 100 осіб жіночої статі у переписній місцевості припадало 108,3 чоловіків;  на 100 жінок у віці від 18 років та старших — 104,7 чоловіків також старших 18 років.
За межею бідності перебувало 34,3 % осіб, у тому числі 45,0 % дітей у віці до 18 років та 2,5 % осіб у віці 65 років та старших.
Цивільне працевлаштоване населення становило 372 особи. Основні галузі зайнятості: освіта, охорона здоров'я та соціальна допомога — 30,6 %, будівництво — 14,5 %, роздрібна торгівля — 11,0 %, мистецтво, розваги та відпочинок — 8,9 %.